# 6-Fluoronorepinefrin
6-Fluoronorepinefrin (6-FNE) je selektivni puni agonist α1- i α2-adrenergičkih receptora, koji je srodan sa norepinefrinom. On je jedini poznati selektivni puni agonist α-adrenergičkih receptora. Bio je korišten u izučavanju funkcije tih receptora. Infuzija 6-FNE u locus coeruleus glodara proizvodi primetnu hiperaktivnost i disinhibiciju ponašanja.